# Jennie Darlington
Jennie Darlington (1924–2017) fue una exploradora canadiense y, con Jackie Ronne, una de las primeras mujeres en pasar el invierno en la Antártida, durante el invierno de 1947/48. Ella y Ronne formaban parte de un equipo que estableció una base en la isla Stonington en 1946. Darlington se convirtió en miembro de la expedición por casualidad:  su intención era la de ir hasta Valparaíso, en Chile, con su marido, Harry Darlington, que era el piloto de la expedición de Ronne. Los recién casados pasaron su luna de miel en la Antártida después de que Jackie Ronne y su marido solicitasen la presencia de Jennie en el continente antártico. Darlington fue también la primera persona que se quedó embarazada en Antártida. Más tarde escribiría un libro, My Antarctic Honeymoon, en el que llegaba a la conclusión de que "la Antártida no es para las mujeres". El libro fue escrito en colaboración con Jane McIlvaine e incluye la frase " En mi opinión, la Antártida es mujer. Caprichosa, cambiable, imprevisible, su inmoralidad está oculta bajo un maquillaje blanco de pureza inmaculada. De repente, se saca los guantes, se arremanga y, con la ferocidad de un lobo, nos salta a la garganta". Ella y Ronne no continuaron, aunque esto puede haber sido debido a la animosidad entre sus cónyuges.